# Катастрофа Ту-154 в Кіто
Катастрофа Ту-154 в Кіто — авіаційна катастрофа, що відбулася в суботу 29 серпня 1998 року в місті Кіто. Ту-154М авіакомпанії Cubana de Aviación повинен був виконувати переліт у Гуаякіль, але при зльоті викотився за межі злітної смуги і врізався в будинок, при цьому загинули 80 людей.

## Літак
Ту-154М із заводським номером 85A-720 і серійним 0720 був випущений Самарським авіазаводом 1985 року, а потім переданий національній кубинській авіакомпанії Cubana de Aviación, де отримав бортовий номер CU-T1264 і з 6 лютого 1986 року почав експлуатуватися. Авіалайнер був обладнаний трьома турбореактивними двигунами Д-30КУ-154-II.

## Катастрофа
Вранці 29 серпня літак виконав рейс з Гавани (Куба) в Кіто (Еквадор). Далі йому належало виконати зворотній пасажирський рейс 389 до Гавани з проміжною посадкою в Гуаякілі. На борту знаходилися 14 членів екіпажу і 77 пасажирів. Але при першому запуску двигуна виникли проблеми, викликані заблокованим пневматичним клапаном. Після усунення проблеми екіпаж запустив два двигуна і вирулив на смугу, де вже запустив третій.
Отримавши дозвіл на зліт, екіпаж встановив Руди на злітний режим, після чого літак почав розганятися. Коли була досягнута швидкість VR, пілоти потягнули штурвали на себе, намагаючись підняти носове шасі, але воно не піднімалося. Через 10 секунд і за 800 метрів від кінця смуги екіпаж вирішив перервати зліт і задіяв гальма. Через високу швидкість Ту-154 не встиг зупинитися, тому у 13:03, він виїхав за межі смуги, вибив огорожу паркану, після чого зніс 2 будинки і автомайстерню, а потім зупинився на футбольному полі в 200 ярдів (180 метрів) від аеродрому і вибухнув.
Спочатку повідомлялося про 77 знайдених загиблих, у тому числі 9 на землі, включно з 5 дітей, що грали у футбол. До вечора неділі 30 серпня були знайдені ще два тіла, а один постраждалий помер у лікарні від отриманих опіків. Всього безпосередньо на землі загинули 10 осіб: 4 механіка і охоронець в майстерні, а також 5 чоловік на поле. Також вдалося встановити, що 5 загиблих дітей, які спочатку вважалися гравцями на полі, насправді були пасажирами авіалайнера. З 77 пасажирів на борту загинули 56: 38 еквадорців, 14 кубинців і по жителю Аргентини, Іспанії, Італії та Ямайки. Вижив 21 пасажир: 15 еквадорців, 3 кубинця, 2 чилійця і 1 італієць. В основному ті хто вижили перебували в хвостовій частині, яка більше вціліла. Також загинули всі 14 членів екіпажу, при цьому 2 стюардеси вижили при ударі, але потім померли від опіків, отриманих під час проведення евакуації.
У загальній сукупності в катастрофі загинули 80 людей. Це друга найбільша авіаційна катастрофа в Еквадорі (після катастрофи в Куенкі, 119 загиблих).

## Причини
Ймовірною причиною катастрофи була названа помилка екіпажу, який не повністю виконав контрольну карту перед зльотом і забув включити клапани управління гидросистемами.

## Наслідки
Катастрофа показала всю небезпеку розташування аеропорту імені Маріскаля Сукре поблизу житлових районів, тим більше, що за 14 років до цього вже сталася аналогічна катастрофа, коли літак Douglas DC-8 викотився з аеродрому і врізався в будинки. В результаті було розпочато будівництво нового аеропорту, який розташований за межами міста. 19 лютого 2013 року старий аеропорт був остаточно закритий.